# Eugeniu Săvulescu

Comandorul Eugeniu Săvulescu.

Eugeniu Săvulescu a fost un ofițer de marină român, care a deținut funcția de șef al Statului Major al Marinei Militare Române (1946-1948). 

## Biografie
Eugeniu Săvulescu a absolvit cursurile Liceului Militar din Iași (1919), ale Școlii Navale din Constanța (1921) și ale Școlii de Pilotaj din Tecuci (1924). În anul 1925 a devenit comandant al vedetei fluviale nr. 5, "Maior Gh. Șonțu". Ulterior a studiat la Școala Superioară de Război (1932) și la Școala Navală de Război din Paris (1935).
Revenit în țară, în anii 1936 și 1937 s-a aflat la comanda canonierei "Dumitrescu", respectiv "Slt. Ghiculescu". În anul 1940, a fost numit în funcția de șef al Secției operații din Statul Major al Marinei și în același an a devenit comandant al distrugătorului "Regina Maria" (1940-1942). În anul 1943 căpitan-comandorul Eugeniu Săvulescu a fost numit profesor la Școala Superioară de Război, apoi a devenit director al Școlii Navale din Constanța și comandant al bricului "Mircea" (1944).
În noiembrie 1946, căpitanul de rangul I (grad echivalent cu cel de comandor) Eugeniu Săvulescu a fost numit Șeful Statului Major al Marinei Române, iar la 10 decembrie 1946, comandant al Marinei Militare Române. Comandorul Eugeniu Săvulescu a condus Marina Militară Română până la data de 1 noiembrie 1948.
La 1 august 1948, a fost trimis la cursul de perfecționare pentru colonei, iar din 1 noiembrie același an, a fost repartizat ca profesor la Academia Militară din București.

## Activitate publicistică
Comandorul Eugeniu Săvulescu este autorul mai multor lucrări de tactică militară navală:
- Operațiile navale în Dardanele, în “Revista Marinei” nr. 4 / 1927
- Aeronautica maritimă, în “România Militară” din iulie-august 1935
- Atacul și apărarea frontierelor maritime, în “România Militară” din noiembrie 1935
- Războiul, Marea și Victoria (Constanța, 1936)
- Aspirațiile României moderne și politica noastră navală (I), în revista “Marea Noastră” nr. 2-3 / 1938
- Aspirațiile României moderne și politica noastră navală (II), în revista “Marea Noastră” nr. 4 / 1938